# Parc national de Konnevesi Sud
Le parc national Konnevesi Sud (en finnois : Etelä-Konneveden kansallispuisto) est un parc finlandais créé en 2014. Il est situé dans la région des Lacs, sur la frontière des régions de Finlande centrale et de Savonie du Nord, dans les municipalités de Konnevesi et Rautalampi.

## Description
D'une superficie assez réduite (15 km²), le parc comprend des îles dans la partie sud du Lac Konnevesi et un vaste détroit sur le lac de la rive orientale. 
Le parc national est situé au sud de la route principale 69 et au nord-ouest de la route nationale 9. 
Dans le parc, les visiteurs peuvent profiter des grandes étendues d'eau en bateau, en canoë ou à travers un labyrinthe d'îles entre rochers d'origine glaciaire et parois rocheuses verticales. 
Les eaux étant très claires, on peut apercevoir la truite brune. Des randonnées sont possibles sur les hautes falaises afin d'observer les magnifiques paysages.
L'université de Jyväskylä a une station de recherche à Konnevesi. La station de recherche Konnevesi est devenue célèbre sur d'écologie expérimentale, à la fois terrestre et aquatique.

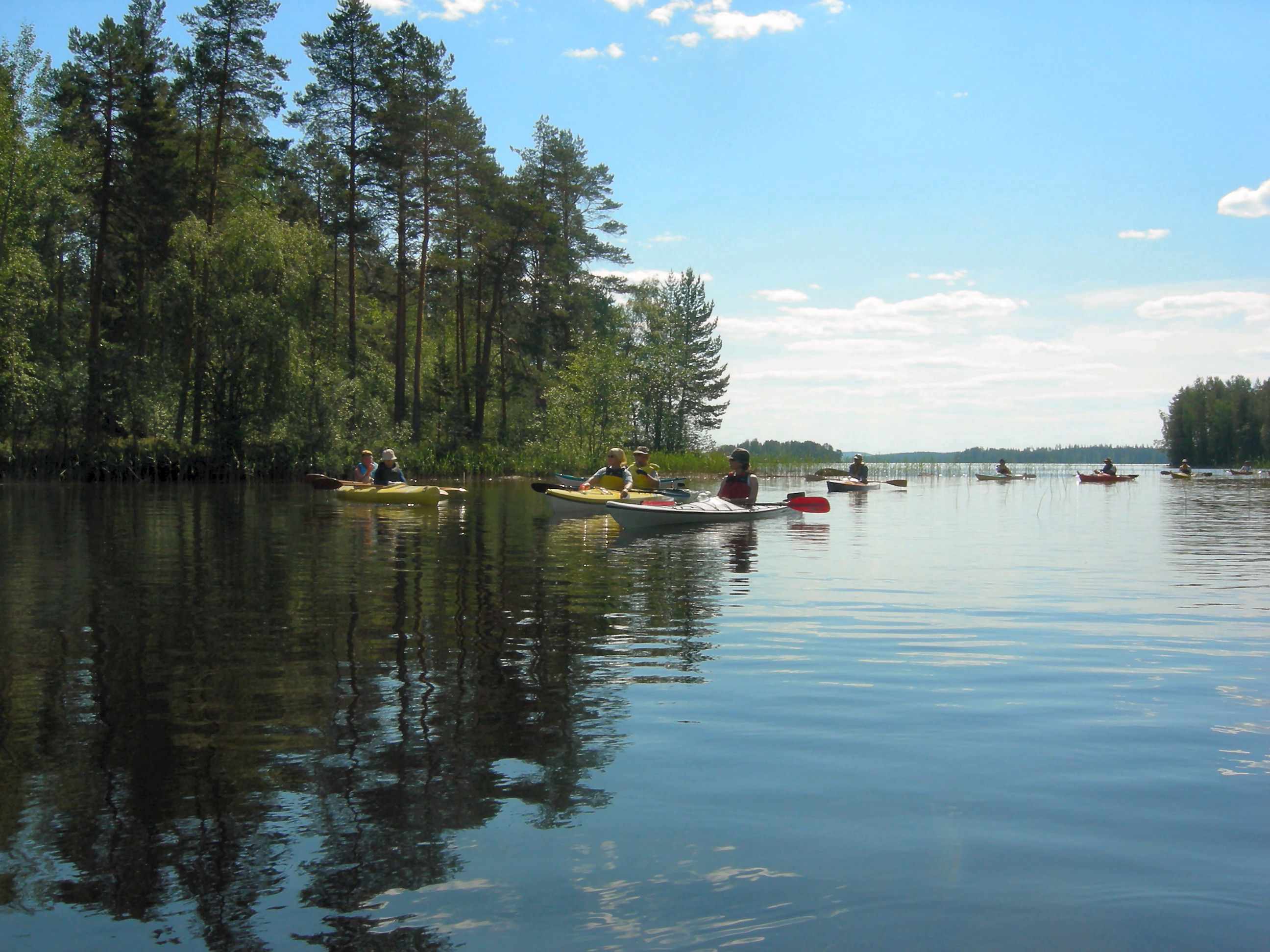
Lac Konnevesi
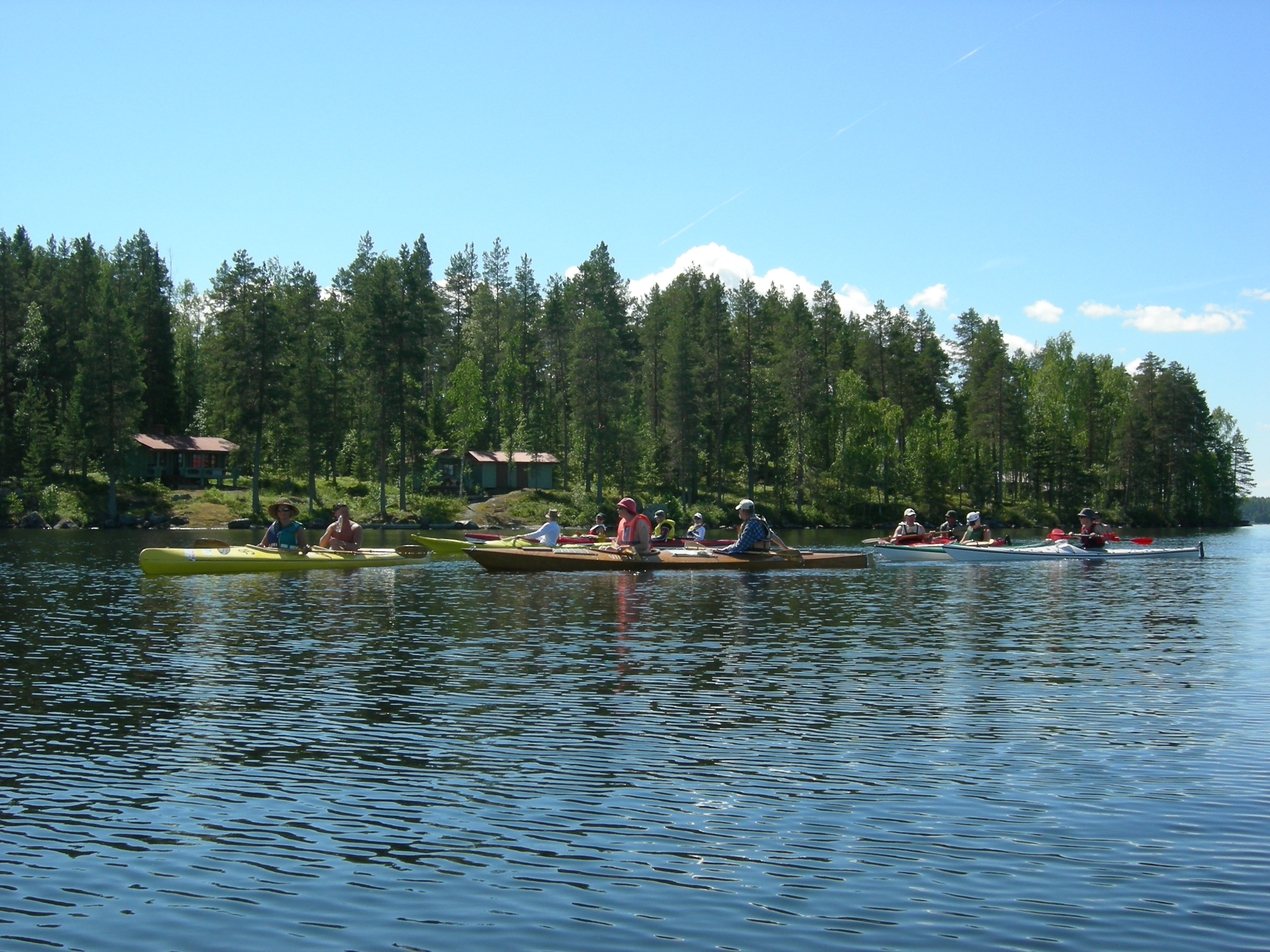
Île Nisusaaret, sur le lac Konnevesi
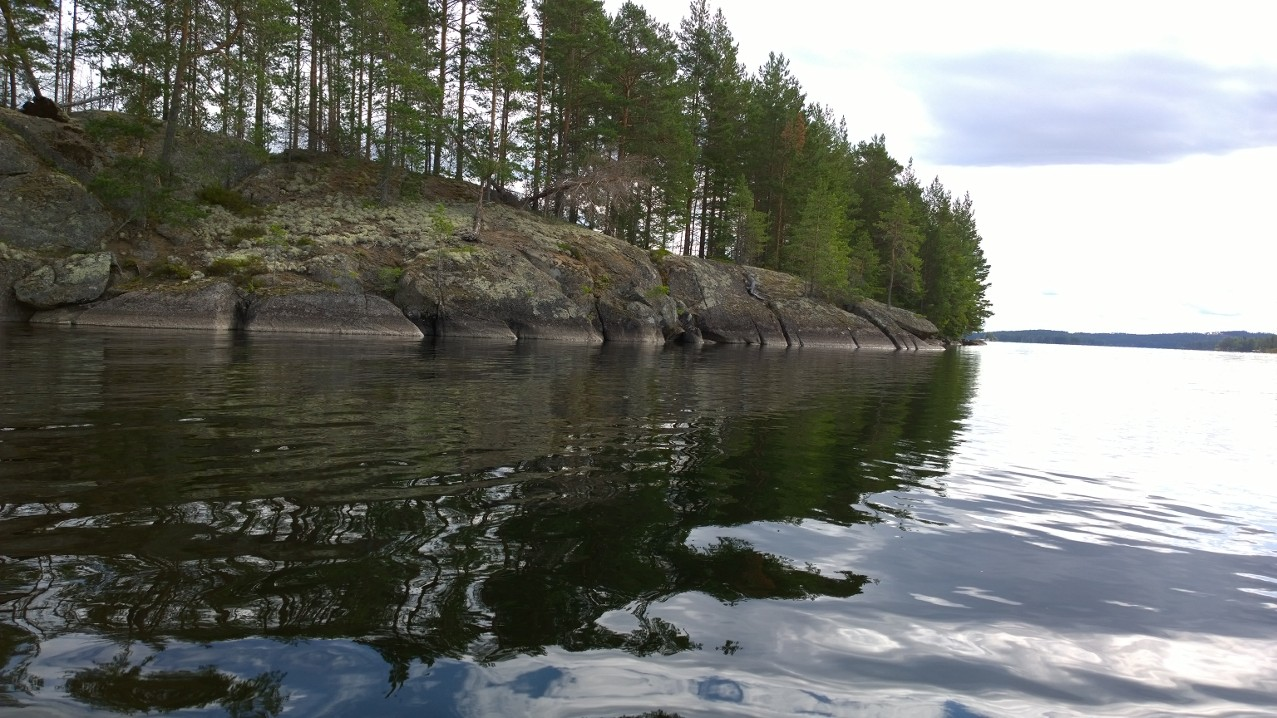
Île rocheuse sur le lac
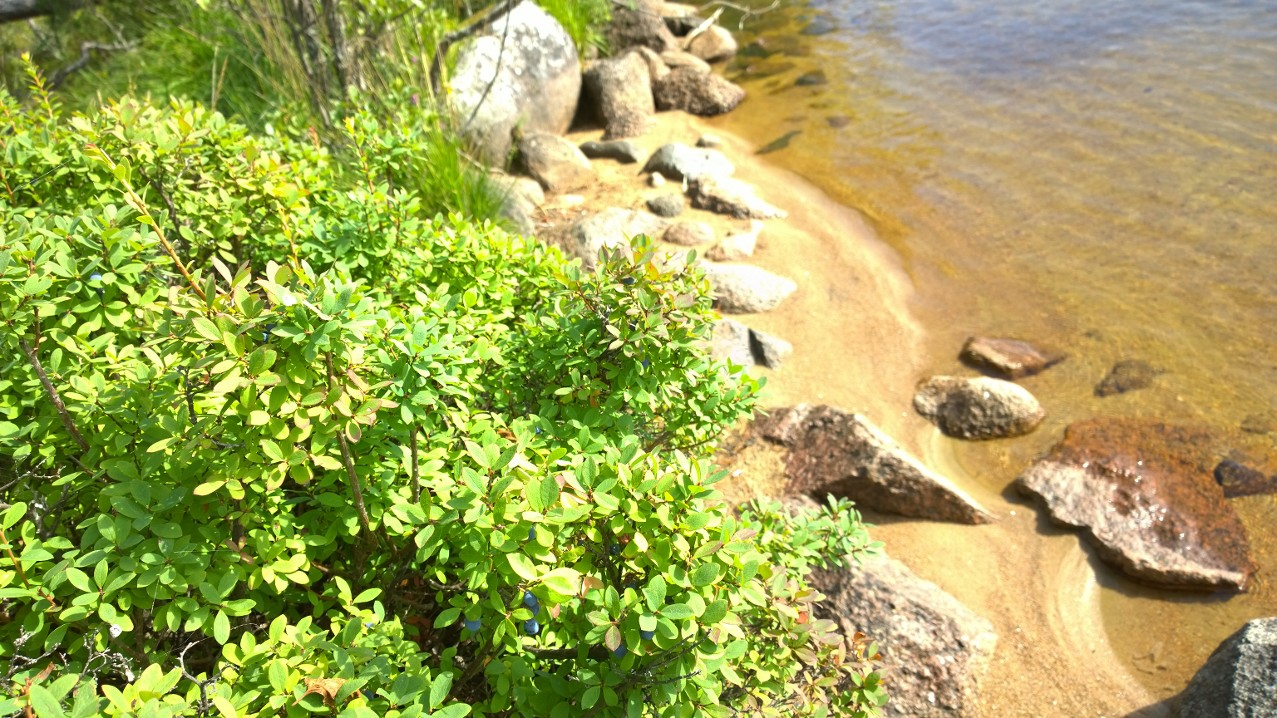
Vue des falaises